# Ленський район (Архангельська область)
Ле́нський муніципа́льний райо́н — адміністративна одиниця Росії, Архангельська область. До складу району входять 1 міське та 9 сільських поселень, разом — 10 поселень.

## Історія
1643 року останнього кодського князя Дмитра Михайловича Алачева викликали до Москви, записали в московські дворяни, виділили йому у вотчину повіт Лену поблизу Яренська.
| Росія | Це незавершена стаття з географії Росії. Ви можете допомогти проєкту, виправивши або дописавши її. |